# William Z. Hassid
William Zev Hassid (geboren 1. Oktober 1897 oder 1899 in Jaffa, Osmanisches Reich; gestorben 28. April 1974 in Berkeley, Kalifornien) war ein US-amerikanischer Biochemiker an der University of California, Berkeley. Er ist vor allem für seine Beiträge zur Chemie der Kohlenhydrate und Polysaccharide bekannt.

## Leben und Wirken
Ze’ev Hassid wurde wahrscheinlich 1899 als Kind jüdischer Einwanderer aus Polen in Jaffa, Palästina, geboren, das damals zum Osmanischen Reich gehörte. Er gab selbst gelegentlich aber auch 1897 oder 1901 als Geburtsjahr an. Er wuchs überwiegend in der Nähe von Kremenez (Russisches Kaiserreich, heute Ukraine) auf. In Petach Tikwa, Palästina, besuchte er ab 1914 die Landwirtschaftsschule. Im Ersten Weltkrieg war er Soldat im First Judeans Regiment der Britischen Armee, er erhielt die britische Staatsbürgerschaft.
1920 ging Hassid in die Vereinigten Staaten, wo er den Vornamen William annahm. Seinen Plan, nach Palästina zurückzukehren, um dort die Landwirtschaft aufbauen zu helfen, verwirklichte er nicht. Später nahm er die US-amerikanische Staatsbürgerschaft an. Er erhielt 1925 an der University of California, Berkeley einen Bachelor, 1930 einen Master und 1934 bei Walter H. Dore einen Ph.D. in Pflanzenphysiologie. Titel der Promotion war A study of the carbohydrates in the plant Irideae laminarioides with particular reference to galactan. Ab etwa 1927 hatte er bei Dennis R. Hoagland eine Anstellung in der Abteilung für Pflanzenernährung, wo Hassid nach verschiedenen Positionen als Assistent, Dozent und Assistenzprofessor schließlich 1947 eine ordentliche Professur erhielt. 1959 wurde er Professor für Biochemie, 1965 wurde er emeritiert, war aber noch an der Agricultural Experiment Station wissenschaftlich tätig.
Hassid und Mitarbeiter konnten wesentliche Beiträge zur Aufklärung der Biosynthese-Stoffwechselwege verschiedener Kohlenhydrate aus Pflanzen und Mikroorganismen leisten. Die erstmalige Anwendung radioaktiver Markierungen in der Photosyntheseforschung geschah 1939 durch Hassid, Sam Ruben und Martin Kamen. Hassid, Michael Doudoroff und Horace A. Barker gelang 1944 erstmals die Synthese von Saccharose (Kristallzucker). Zu Hassids Schülern und Schülerinnen zählten Helene Babad, Victor Ginsburg, Elizabeth F. Neufeld, Donald A. Rappoport und Winifred M. Watkins.
William Zev Hassid war seit 1936 mit Lila Berlin Fenigston verheiratet; das Paar hatte keine Kinder.

## Auszeichnungen (Auswahl)
- 1920 British War Medal und Victory Medal
- 1945 Sugar Research Award der National Academy of Sciences[4]
- 1949/50 Chairman der Division of Carbohydrate Chemistry der American Chemical Society
- 1955 Guggenheim-Stipendium[5]
- 1958 Mitglied der National Academy of Sciences[6]
- 1962 Guggenheim-Stipendium[5]
- 1964 Ehrenmitglied der American Society of Plant Physiologists
- 1965 Fellow der American Association for the Advancement of Science
- 1967 Claude S. Hudson Award in Carbohydrate Chemistry[7]
- 1969 Mitglied der American Academy of Arts and Sciences[8]